# Tim Gaines
Timothy "Tim" Gaines, född 15 december 1962 i Portland, Oregon, är en amerikansk basist, mest känd som originalmedlem i den kristna hårdrocksgruppen Stryper. Han har också spelat med bland andra Richard Marx, Ashley Cleveland, Kim Hill, Susan Ashton, Bryan Duncan och Tourniquet.